# Réseau FTTH
Pour les articles homonymes, voir FTH.
 (août 2015).

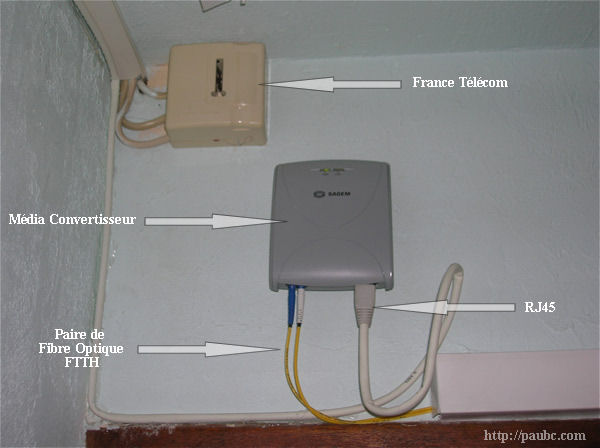
Installation de la fibre optique chez un particulier.

Logo d'avertissement pour les lasers de classe 2 et de classe plus élevée.

Un réseau FTTH (de l'anglais : fiber to the home, ce qui signifie « fibre optique jusqu'au domicile ») est un type de réseau de télécommunications physique qui permet notamment l'accès à internet à très haut débit et dans lequel la fibre optique se termine au domicile de l'abonné.
Développés dans divers pays au cours des années 2000 puis 2010, ces réseaux terrestres remplacent progressivement ceux ayant historiquement servi à la distribution du téléphone ou encore de la télévision par câble. En 2018, les réseaux FTTH commerciaux peuvent atteindre jusqu'à 10 Gbit/s, contre un maximum de 20 Mbit/s en ADSL 2+ et 100 à 200 Mbit/s en VDSL2. Ils permettent également une meilleure latence, l'absence de sensibilité aux perturbations électromagnétiques, et un débit stable pour des lignes jusqu'à environ 30 km de longueur. La technologie FTTH qui exige l’installation d’un point de terminaison optique chez chaque abonné est néanmoins nettement plus coûteuse que des solutions alternatives comme la fibre jusqu’au sous-répartiteur ou jusqu’à l’immeuble, avec une terminaison VDSL ou G.fast sur le câblage cuivre existant.
Dans les déploiements grand public, les zones urbanisées sont généralement privilégiées par les opérateurs privés, la couverture d'un plus grand nombre d'abonnés étant facilitée par la densité de population. Ces choix ne sont pas forcément en adéquation avec les besoins des habitants en matière de débit, la qualité de l'accès à Internet par le réseau téléphonique historique dépendant fortement de la distance aux centraux. En France, diverses collectivités territoriales ont commencé le déploiement de leurs propres réseaux d'initiative publique au cours des années 2010, afin de pallier les disparités de couverture du territoire.

## Terminologie
Pour un article plus général, voir FTTx.
Le FTTH étant une solution dans laquelle la fibre optique est utilisée de bout en bout entre le nœud de raccordement optique et l'abonné, on peut parler de « boucle locale optique ». On trouve également le sigle FTTO (Fiber to the Office, soit « fibre optique jusqu'au bureau ») pour différencier les offres grand public de celles destinées aux entreprises, qui utilisent généralement des réseaux distincts.
La commission générale de terminologie et de néologie française recommande l'usage du terme « desserte par fibre de l'abonné », avec comme forme abrégée « DFA » et comme synonyme en langage professionnel « fibre jusqu'à l'abonné ». La DFA ne distingue pas les réseaux FTTH des réseaux FTTO et FTTP (« Fiber To The Premises »).

## Historique
(décembre 2018).
En 2024, la situation a considérablement évolué. En Asie du Sud-Est, les pays comme Singapour, la Corée du Sud et le Japon sont devenus des leaders mondiaux en termes de pénétration du FTTH, avec des taux d'adoption très élevés grâce à des politiques gouvernementales proactives et des investissements massifs dans les infrastructures. Aux États-Unis, de nombreuses villes disposent désormais de réseaux FTTH, bien que la couverture varie encore largement selon les régions. En Europe, la France a réalisé d'importants progrès avec des opérateurs comme Orange et SFR déployant des réseaux FTTH à grande échelle, couvrant désormais une grande partie du territoire, y compris les zones rurales. Le projet de Paris et des Hauts-de-Seine est maintenant complété, et de nombreuses autres villes et départements ont également développé leurs propres réseaux. Au Maroc, les déploiements de FTTH se sont accélérés, avec des entreprises comme Maroc Telecom et Inwi offrant des services à haute vitesse dans les principales villes et de plus en plus de zones rurales. En Suisse, le Projet Vario de Sierre Energie a été achevé avec succès, et d'autres opérateurs suisses ont suivi, permettant une couverture nationale très avancée en FTTH.

## Technologies

### Architectures

Un exemple de point à point : le P2P avec 1 fibre par abonné (tel que proposé par Free).

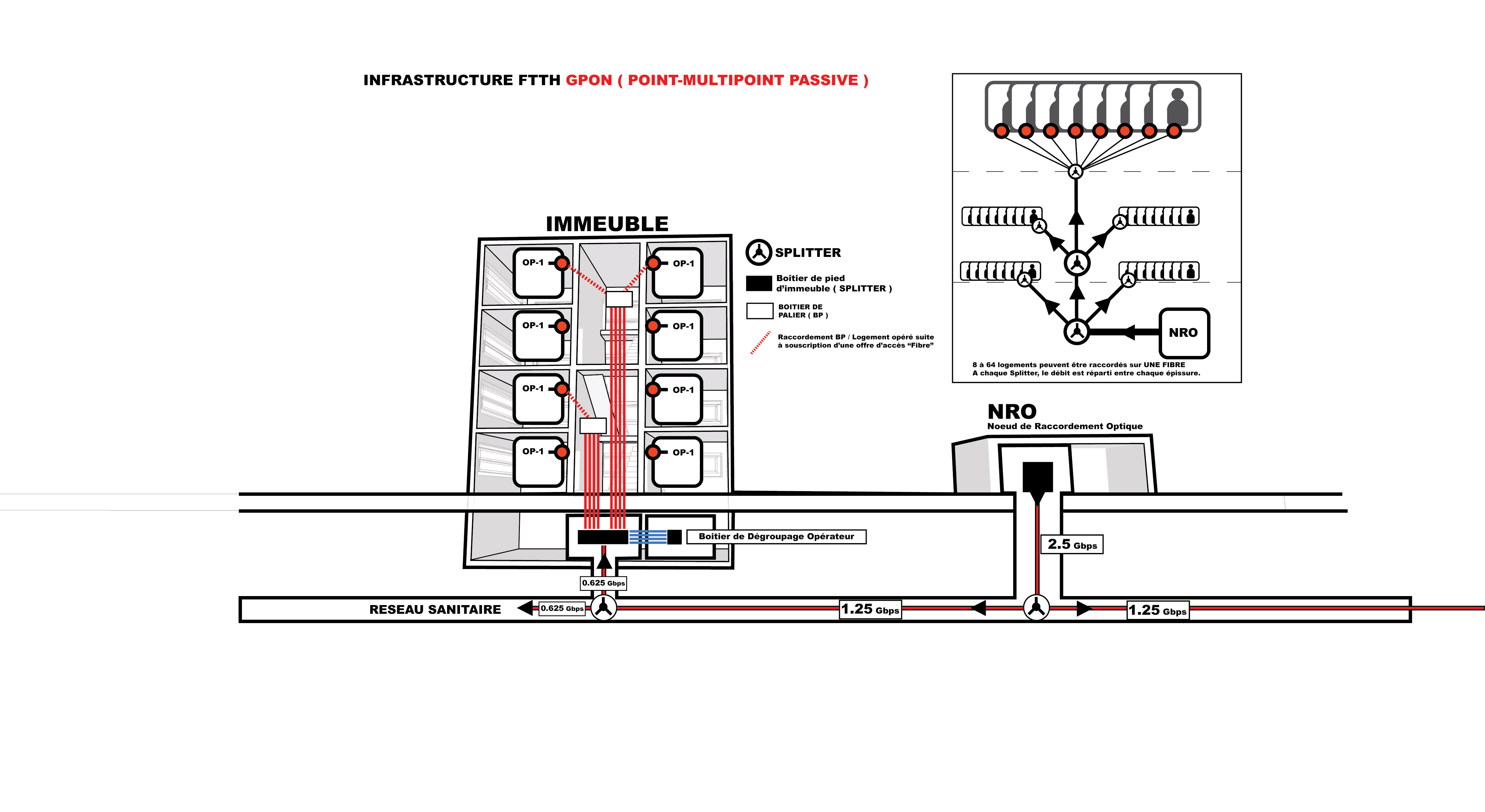
Un exemple de PON : le GPON avec 1 fibre partagée par plusieurs abonnés.

Il existe plusieurs architectures possibles pour aller depuis le point d'accès technique de l'opérateur (point de présence ou NRO) jusqu'à l'abonné (FTT« Home ») :
- P2P : Point à Point passif... à ne pas confondre avec le protocole PPP ou le modèle de réseau pair-à-pair.

Le P2P est une architecture point à point dans laquelle il existe au moins une fibre continue et non partagée entre le NRO et l'utilisateur. C'est sur ce modèle, avec des liens en cuivre, qu'a été construite la boucle locale du réseau téléphonique en France. En France seul l'opérateur Free utilise cette architecture P2P.
- PON : Passive Optical Network ou Point à Multipoint passif.

Le PON est une architecture FTTH utilisant un système de couplage passif (appelé coupleur optique en français ou splitter en anglais) installé dans le réseau d'accès, grâce auquel jusqu'à 128 utilisateurs peuvent être regroupés sur une seule fibre arrivant au NRO. Cette architecture est la plus utilisée en France et en Europe. Les différents protocoles normalisés pour le PON sont :
- EPON : Ethernet PON, un protocole PON basé sur Ethernet
- APON : ATM PON : Un protocole PON basé sur ATM, très peu utilisé
- BPON : Broadband PON : Une évolution du protocole APON précédent
- GPON : Gigabit Passive Optical Network
- WDM-PON : Wavelength Division Multiplexing PON : une évolution des protocoles PON précédents basée sur le longueurs d'onde de plusieurs abonnés sur une même fibre.

- AON : Active Optical Network ou Point à Multipoint Actif, aussi appelé « Double Étoile Active » en français. Cette architecture est très peu utilisée.

L'AON est une architecture point à multipoint utilisant un équipement actif (c'est-à-dire alimenté en électricité) installé dans le réseau d'accès, par lequel jusqu'à 128 utilisateurs peuvent être regroupés sur une fibre arrivant au NRO.

### Rappel technique
Le backbone est un réseau longue distance de fibres optiques reliant les différentes villes d'un pays et les pays entre eux. Lorsqu'un océan ou une mer fait obstacle, la fibre est alors déroulée et déposée au fond de l'eau. Le réseau Internet est constitué par les liens entre ce backbone et les réseaux d'accès des différentes villes au niveau de points de présence. Si le point est équipé pour desservir en fibre optique les clients, il est aussi appelé nœud de raccordement optique.
À la suite du vote de la loi de modernisation de l'économie en France en août 2008, la partie finale du réseau (dans un immeuble ou un quartier) doit être mutualisée, c'est-à-dire que le premier opérateur ayant installé la fibre optique (l'opérateur d'immeuble) doit permettre aux autres (les opérateurs commerciaux) de venir s'y raccorder au travers d'un point de mutualisation. Il doit se situer entre le pied de l'immeuble et le NRO. Dans les communes des « zones très dense » (20 pôles urbains de 148 communes définis par l'Arcep), ce point de mutualisation peut être situé à l'intérieur des immeubles de plus de 12 logements ou à l'intérieur des immeubles (quelle que soit leur taille) des communes disposant d'égouts visitables (comme à Paris). Ailleurs, ce point de mutualisation permet d'atteindre environ 1 000 logements (selon la consultation de l'Arcep datant de juin 2010). En 2013, l'ARCEP envisage de modifier la classification des 148 communes en « zone très dense » (ZTD).
Le génie civil appartient à des collectivités ou à des opérateurs comme Numericable-SFR ou France Télécom. Ce dernier loue le passage des gaines de câblage aux autres FAI à raison de 1,2 euro / mètre-linéaire / centimètre carré de section / an. Cela vaut à Free d'attaquer France Télécom devant le conseil de la concurrence en juillet 2007. En juillet 2013, Orange et Free enterrent la hache de guerre.

## Infrastructures

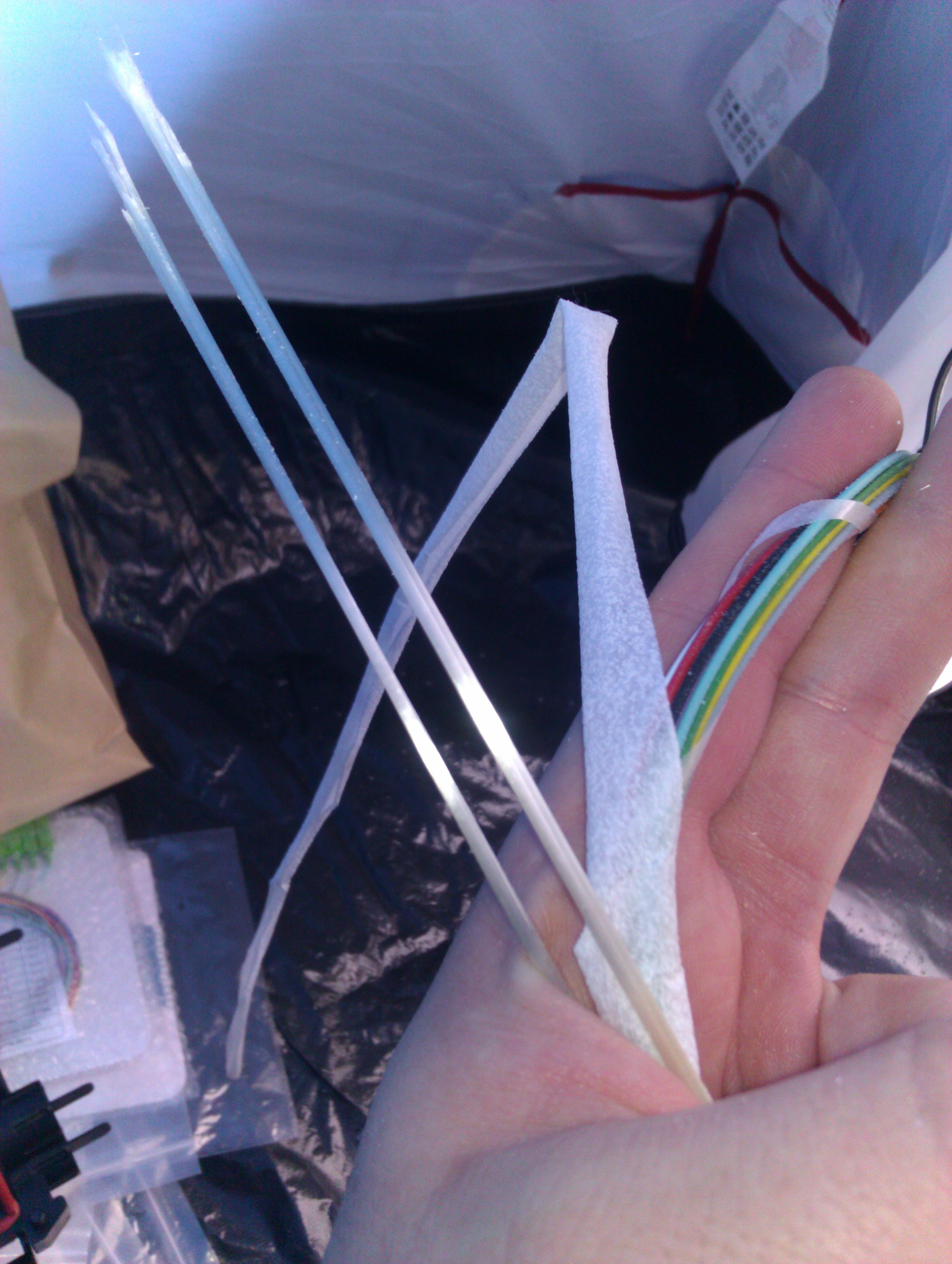
Câble 144FO généralement utilisé pour le fibrage horizontal.

- Fibrage horizontal : Raccordement de la fibre optique du NRO jusqu'au point de mutualisation et du point de mutualisation jusqu'aux boîtiers d'entrée d'immeuble. Dans le cas des « zones très denses », le boîtier d'entrée d'immeuble et le point de mutualisations peuvent être confondus.
- Fibrage vertical : Raccordement de la fibre optique du boîtier d'entrée d'immeuble jusque chez le résident de l'immeuble.

### Tranchées
La technique des micro-tranchées, qui sont des tranchées très peu profondes, permet d'accélérer le déploiement de la fibre dans l'espace public, comme en Italie.

### Débits
En 2015, le débit descendant disponible pour l'abonné varie de 100 Mbit/s à 2 Gbit/s, et de 50 à 1 000 Mbit/s dans le sens montant. Cependant, la fibre optique autorise le transport d'un débit bien supérieur, ce qui en fait un support évolutif, c'est-à-dire que les fournisseurs d'accès peuvent segmenter leurs offres afin de pouvoir proposer différentes gammes de débit. Au Japon, il existe des offres à 1 Gbit/s en FTTH depuis 2006. En France, il existe des offres à 1 Gbit/s en FTTH depuis 2013.
Ce débit théorique atteignable est à mettre en regard avec la bande passante disponible pour relier le réseau d'accès au backbone et les capacités du backbone lui-même.
Une des caractéristiques de la fibre est la faible latence (entre 0 et 2 ms vers le premier saut).

### Comparaison du PON et du P2P
En France, le GPON est la technologie utilisée par Orange, SFR, Bouygues Telecom et la majorité des réseaux d'initiative publique. Le P2P est la technologie utilisée par Free.
La société Numericable-SFR ne commercialise pas systématiquement du FTTH, mais commercialise majoritairement du très haut débit par câble (hybride fibre coaxial) appelé aussi FTTLA.

#### PON
Le déploiement de la fibre se compose :
- du fibrage horizontal : chaque opérateur pose une fibre pour, au maximum 64, voire 128 clients.
- du fibrage vertical : il faut poser une fibre par logement dans les étages des immeubles.
- une zone de transition : La transition entre les fibres de l'opérateur résidant (et des FAI concurrents) et les fibres des différents abonnés s'effectue au moyen de splitters passifs[10] (coupleur optique).

Les  réseaux PON et GPON ont les avantages suivants :
- le système permet de regrouper jusqu'à 128 abonnés sur une seule fibre optique via du multiplexage, une fibre unique arrivant chez chaque résident.
- le coût de déploiement est réduit (investissement initial plus faible) :
  - la réduction du diamètre et du nombre de câbles limite le coût du génie civil.
  - la réduction du nombre de fibres sur le tronc commun réduit le nombre de terminaisons optiques nécessaires dans le NRO.
- la rapidité du déploiement.
- le déploiement peut couvrir une plus grande zone géographique pour un même coût.
- le retour sur investissements est plus rapide.

Les principaux inconvénients des réseaux passif multipoint sont :
- la maintenance d'une fibre peut concerner plusieurs abonnés.
- le dégroupage est plus complexe (répartition par pose d'un splitter, nouvelle fibre, nouveau fourreau) sauf à dégrouper au niveau Ethernet.
- la bande passante d'une fibre est partagée entre les abonnés d'un même splitter, sauf à évoluer vers des technologies telles que le WDM-PON.
- la sécurité des échanges :
  - ce système nécessite la présence d'un chiffrement afin de garantir la confidentialité des données des utilisateurs empruntant une même fibre. Ce chiffrement est pris en charge par l'équipement de terminaison, dit ONT ou ONU.
  - Les flux télévisés sont parfois multidiffusés vers tous les utilisateurs cibles, la réduction au périmètre effectif étant assurée par un système de multiplexage temporel et de chiffrement pouvant poser des problèmes de  confidentialité en cas de présence d'ONT compromis sur l'arbre.

#### P2P
Le déploiement d'un réseau FTTH P2P (point-à-point) se fait en utilisant une seule fibre optique par abonné et par FAI. Chaque abonné dispose d'une fibre optique bidirectionnelle qui lui est propre le reliant directement au nœud de raccordement optique de l'opérateur.
Le fibrage horizontal (dans les rues) et le fibrage vertical (dans l'immeuble) impliquent, au minimum, la pose d'une fibre pour chaque logement.
Avantages :
- meilleure sécurité (confidentialité) des échanges sans imposer le chiffrement des données.
- débit garanti par l'indépendance entre les lignes des différents abonnés[11].
- évolution plus simple vers des débits plus élevés.

Inconvénients :
- coûts d'installation plus élevés : plus de fibres, beaucoup plus de terminaisons optiques dans les NRO.
  - il faut poser au moins une fibre par abonné, depuis le NRO jusqu'au local du client, soit, en moyenne soixante-quatre fois plus de fibres à poser sur la partie horizontale des tronçons[11].
  - le NRO est plus coûteux et volumineux car il y a plus de fibres optiques à connecter.
- le diamètre des câbles est plus important donc le coût de passage dans le génie civil l'est aussi. Ce point est marginal lorsque la ville permet de passer par les égouts mais peut s'avérer bloquant dans certains autres cas.
- le déploiement est plus lent (plus de fibres à poser).

## Les usages
Le très haut débit permet d'améliorer les usages liés au haut débit, et d'ajouter de nouveaux usages :
- Jeux en ligne
- P2P
- Télétravail
- TV-HD voire dans des résolutions supérieures 4K, 8K
- Télévision en 3D
- Visioconférence
- Vidéo à la demande
- Voix sur IP
- Hébergement, en particulier l’auto-hébergement

## France
| Le graphique qui aurait dû être présenté ici ne peut pas être affiché car il utilise l'ancienne extension Graph, désactivée pour des questions de sécurité. Des indications pour créer un nouveau graphique avec la nouvelle extension Chart sont disponibles ici . |

Source Arcep

### Histoire du FTTH en France
La première expérience FTTH en France à eu lieu à Biarritz (Pyrénées-Atlantiques). Cette réalisation fut à la pointe de la technique pendant les années 1980. Le réseau de Biarritz permettait à 1 500 abonnés de bénéficier du visiophone, de la distribution de la télévision et des programmes radiophoniques sonores en FM, l'accès à une vidéothèque. Ainsi des essais de VoD (Video on Demand) et de télévision interactive ont pu être effectués. Cette expérience, sous l'impulsion et la maîtrise d'ouvrage de l'Administration Française des PTT (maintenant France Telecom) avait pour but, outre ces essais de services nouveaux, de fournir à l'industrie française des télécommunications un champ d'action lui permettant d'acquérir la maîtrise industrielle et opérationnelle des techniques de la transmission optique. Les études de ce système ont commencé au début des années 1980, les premiers câbles optiques du réseau ont été mis en place en juin 1982. Les premiers abonnés au système ont été raccordés en juillet 1983. L'inauguration officielle, mettant en œuvre une liaison visiophonique entre le palais de l'Élysée à Paris et un terminal à Biarritz, a eu lieu le 21 mai 1984, par le Président François Mitterrand et le Ministre des PTT, Louis Mexandeau.
Les technologies utilisées pour la réalisation du réseau de Biarritz (fibres, câbles, connecteurs, épissures, composants optiques actifs, points de commutation à large bande...) ont montré les capacités de l'industrie française des télécommunications. Pendant les dix ans de l'expérimentation, outre la visiophonie, des services tels que la vidéo à la demande, des programmes interactifs de télévision, etc. ont pu être évalués. Ce réseau montrait la faisabilité technique du FTTH, et les efforts qui restaient à faire pour aboutir à un coût permettant un déploiement à grande échelle de ce concept FTTH.
Les premiers plans ne prévoyaient pas une adoption rapide des technologies FTTH, jusque dans les années 2000. Dans les années 2000, la France fait le choix du développement l'ADSL en attendant le FTTH.
La ville de Pau présente en 2002 un projet à l'échelle de sa communauté d'agglomération. Nommé Pau Broadband Country, le déploiement commence en 2003 et les premières commercialisations fin 2004.
CitéFibre lance en 2005 son offre sur Paris et choisit le même délégataire que le PBC, Axione, filiale de Bouygues énergies & services.
Orange a débuté en 2006 des essais de déploiement du très haut débit sur 5 arrondissements de Paris ainsi que 5 villes des Hauts-de-Seine puis 5 villes en région. Vers 2007, Free est l'un des premiers opérateurs à annoncer l'arrivée du FTTH. Toutefois en pratique, s'il est très discuté, le développement du FTTH reste un sujet sur lequel les différents opérateurs restent très prudents dans leurs investissements, jusqu'en 2013.
En effet, la plupart des opérateurs restent plus intéressés par la rentabilité immédiate et préfèrent que d'autres prennent à leur charge les investissements coûteux.
À la fin du 3e trimestre 2012, la France comptait 270 000 abonnements au très haut débit en fibre optique jusqu’aux abonnés ; leur nombre a augmenté de 24 000 (+ 9,6 %) au cours du trimestre et de 98 000 (+ 57 %) sur un an. Au 2e trimestre 2014, ce sont 715 000 abonnés au FTTH qui sont comptabilisés par l'ARCEP.
 Le nombre de foyers éligibles (prises FTTH) atteint 3 420 000 mi 2014.
En 2014, le rachat de l’opérateur SFR par Numericable conduit à un changement dans la dynamique du développement du réseau par fibre jusqu'au domicile, Numericable pouvant, dans les zones équipées pour la télévision par câble, se passer de la boucle locale en cuivre et donc de sa location à Orange, grâce à ses réseaux câblés, historiquement utilisés pour la télévision par câble.
Fin 2014, certains fournisseurs d'accès à internet passent leurs offres commerciales FTTH grand public à 1 Gbit/s.
Fin 2015, Orange annonce avoir équipé 1 million de clients à la fibre, et peut le proposer à 5 millions de foyers, dans 800 communes en France, l'objectif étant de rendre ce service disponible pour 20 millions de logements à l'horizon 2020.

### Part du FTTH dans l'offre très haut débit
Au 31 décembre 2014, pour 30,7 millions de lignes principales du réseau de cuivre (dont 28,5 millions de foyers), 13,3 millions de logements sont éligibles au très haut débit :
- 4,064 millions via des offres FTTH, dont 2,5 millions disposent d'au moins deux opérateurs en mesure de commercialiser des offres à très haut débit en fibre optique grâce aux mécanismes de mutualisation
- 8,7 millions de logements sont éligibles à des offres très haut débit en fibre optique avec terminaison en câble coaxial FTTLA et HFC (dont le débit est supérieur ou égal à 30 Mbit/s), et dont 6,1 millions disposent d'un débit supérieur ou égal à 100 Mbit/s (+15 % en un an).
- 4,9 millions de lignes éligibles au très haut débit en VDSL2 (débit supérieur ou égal à 30 Mbit/s)[18].

### Opérateurs d'immeubles et mutualisation
En France, la loi prévoit, dans son article 24-2 de la loi no 65-557 du 10 juillet 1965 fixant le statut de la copropriété des immeubles bâtis, article créé par la loi no 2008-776 du 4 août 2008 - art. 109 (V), une dérogation à l'article 25, facilitant la prise de décision concernant toute proposition émanant d'un opérateur de communications électroniques relative à la fibre optique.
En France, chaque immeuble est libre de choisir son opérateur d'immeuble, et chaque utilisateur son opérateur commercial.
« En France, l'Arcep et la loi encadrent le déploiement de la fibre optique à domicile par une politique de mutualisation. Toute personne ayant établi dans un immeuble bâti ou exploitant une ligne de communications électroniques à très haut débit en fibre optique permettant de desservir un utilisateur final fait droit aux demandes raisonnables d’accès à ladite ligne émanant d’opérateurs, en vue de fournir des services de communications électroniques à cet utilisateur final ».
Les points de mutualisation peuvent se situer au pied des immeubles des communes de la « zone très dense », ou plus loin des immeubles dans les autres communes.
En pratique, la concurrence et la mutualisation peuvent se heurter à des problèmes de différentes natures :
- Les conventions entre syndic et opérateur peuvent générer des problèmes juridiques.
- Un opérateur peut refuser de signer la convention s'il considère que l'immeuble ne fait pas partie de ses priorités.
- Les choix techniques peuvent également être source d'incompatibilité lorsqu'ils ne sont pas inter-opérables. Le multifibre ne suffit pas à résoudre tous les problèmes. La problématique des points de mutualisation reste centrale.

L'Arcep souhaite que chaque prise FTTH puissent être identifiée à l'aide d'un identifiant unique composé de dix symboles : deux caractères pour l'opérateur d'immeuble et huit chiffres pour le numéro de la prise,.
Les codes des opérateurs d'immeubles sont des codes composés de 2 caractères alphanumériques destinés à identifier les prises FTTH (PTO). Ils sont attribués par l'Arcep comme suit :
| Opérateur d’immeuble                                                                                | Code OI |
| --------------------------------------------------------------------------------------------------- | ------- |
| ADTIM                                                                                               | AD      |
| Aisne THD                                                                                           | AS      |
| Alliance Très Haut Débit                                                                            | AX      |
| Anjou Fibre                                                                                         | AF      |
| Audio Visuel et Systèmes de Communication (ASC)                                                     | AC      |
| Auvergne Très Haut Débit                                                                            | AU      |
| Berry Fibre Optique                                                                                 | BF      |
| CAPS Très Haut Débit                                                                                | PS      |
| Charente-Maritime Très Haut Débit                                                                   | CM      |
| Chartres Métropole Innovations Numériques (CM'IN)                                                   | RC      |
| Covage 92                                                                                           | 92      |
| Covage THD                                                                                          | CO      |
| Debitex Telecom                                                                                     | DE      |
| Département de la Côte d'Or                                                                         | CR      |
| Département de Saône-et-Loire                                                                       | 71      |
| Doubs La Fibre                                                                                      | DB      |
| Dunkerque Grand Littoral Networks                                                                   | DU      |
| e-Tera                                                                                              | EA      |
| Emeraude THD                                                                                        |         |
| Eure et Loir THD                                                                                    | EL      |
| Eurek@                                                                                              | EN      |
| Fibragglo                                                                                           | FA      |
| Fibre 31                                                                                            | HG      |
| Fibreso                                                                                             | FM      |
| Free Infrastructure                                                                                 | FE      |
| Go Telecom                                                                                          | G0      |
| Grand Dax Très Haut Débit                                                                           | GD      |
| Gravelines Network                                                                                  | GR      |
| Guyacom                                                                                             | GY      |
| Hérault THD                                                                                         | HT      |
| Inolia                                                                                              | IN      |
| Isère Fibre                                                                                         | IF      |
| La Fibre 06 (Sictiam)                                                                               |         |
| Laval THD                                                                                           | LA      |
| Loire Atlantique numérique                                                                          | LN      |
| Loiret THD                                                                                          | LO      |
| Losange Fibre                                                                                       | GE      |
| Manche Fibre                                                                                        | MF      |
| Manche Numérique                                                                                    | MN      |
| Manche Telecom                                                                                      | MT      |
| Metroptic                                                                                           | MC      |
| Moselle Numérique                                                                                   | MO      |
| Net 48                                                                                              | N4      |
| Nivertel                                                                                            | NI      |
| Nouvelle-Aquitaine THD                                                                              | NA      |
| Numericable                                                                                         | NU      |
| Numerique 66                                                                                        |         |
| Oise Numérique                                                                                      | ON      |
| Opalys Telecom                                                                                      | 0P      |
| Orange                                                                                              | FI      |
| Orne Métropole Très Haut Débit                                                                      | OM      |
| Provence Alpes ConnecT (PACT)                                                                       | AP      |
| Régie d’Exploitation de la Fibre Optique de Saint-Quentin-en-Yvelines (Quentiop)                    | SY      |
| Régie de Chooz                                                                                      | RZ      |
| Régie gaz et électricité de Sallanches (RGES)                                                       | RS      |
| Regie intercommunale de teledistribution de Falck et Hargarten-aux-mines                            | RH      |
| Resoptic                                                                                            | AI      |
| Réunicable SAS                                                                                      | RU      |
| Rosace Fibre                                                                                        | AL      |
| Sarthe Numérique                                                                                    | 72      |
| Seine Essonne Très Haut Débit                                                                       | SE      |
| Seine-et-Marne THD                                                                                  | SF      |
| Sequantic Telecom                                                                                   | ST      |
| Société Française du Radiotéléphone (SFR)                                                           | CT      |
| Société paloise pour le très haut débit (SPTHD)                                                     | SP      |
| Société Reunionnaise du Radiotelephone (SRR)                                                        | SR      |
| Solstice Grand Angoulême                                                                            | SO      |
| SPL Sainte-Anne 2.0                                                                                 | PA      |
| Syndicat des communes du pays de Bitche                                                             | BI      |
| Syndicat des Énergies et de l’Aménagement Numérique de la Haute-Savoie (SYANE) ; Tutor Haute-Savoie | SA      |
| Syndicat Intercommunal d’énergie et de e-communication de l’Ain (SIEA)                              | LI      |
| Syndicat Mixte Mégalis Bretagne ; THD Bretagne                                                      | MB      |
| THD 06                                                                                              | SI      |
| THD 59-62                                                                                           | NP      |
| THD 73                                                                                              | 73      |
| THD Tel                                                                                             | SX      |
| THD42 Exploitation (SIEL)                                                                           | 42      |
| Tutor 2 Sarres                                                                                      | T2      |
| Tutor Calvados                                                                                      | TC      |
| Tutor Côte Fleurie                                                                                  | TF      |
| Tutor Europ’Essonne                                                                                 | TE      |
| Tutor Moulins-les-Metz                                                                              | TM      |
| Tutor Nancy                                                                                         | TN      |
| Tutor Somme                                                                                         | TS      |
| Val de Loire Fibre                                                                                  | VD      |
| Val d'Oise Fibre                                                                                    | VF      |
| Valofibre                                                                                           | VL      |
| Vannes Agglo Numérique                                                                              | VN      |
| Vaucluse Numérique                                                                                  | VA      |
| Vendée Numérique                                                                                    | VE      |
| Warndt Fibre                                                                                        | CW      |
| Yvelines Fibre                                                                                      | YF      |

### Investissements et financement des infrastructures
En 2013, la Cour des comptes a publié un référé au sujet des obstacles à la mise en œuvre de la politique FTTH. Elle y indique la frilosité des sociétés privées face à cette entreprise titanesque que seul Orange/France Télécom semble avoir les moyens d'affronter.
- Même dans les communes de la « zone très dense », il existe certaines poches dans lesquelles les « opérateurs ne sont pas intervenus en raison d'une densité de population plus faible » ;
- Les initiatives engagées par Orange et SFR sans aucune subvention publique sont en 2013 « très limitées ».

Pour les réseaux entrepris sur initiative publique et financés en tout ou partie par de l'argent public, les coûts risquent en effet d'exploser (selon la Cour des comptes) qui reprend l'argumentaire de la DATAR : 22 milliards d'euros pour le coût de la couverture en fibre optique des « 40 derniers pourcents de foyers français, dont 7 milliards au titre de la couverture des 5 derniers pourcents de foyers ». Une très grande majorité de ces coûts sont imputables au génie civil.
Par ailleurs le gouvernement considère qu'il est du ressort de l'Arcep de réfléchir à l'ouverture à la concurrence via des offres de gros de Numericable et de Completel pour partager leurs réseaux câblés.

### La commercialisation des offres
Les offres FTTH sont commercialisées sous forme d'offres dites « très haut débit ».
Pour ce faire, un fournisseur d'accès internet loue l'accès à l'opérateur de l'immeuble du client depuis l'appartement jusqu'au point de mutualisation. Il organise alors à sa guise les communications entre le point de mutualisation et le reste du réseau.
Le choix de l'opérateur d'un immeuble s'effectue en assemblée générale de copropriété, lorsque cette dernière arrive à négocier les clauses de la convention de mutualisation avec l'opérateur qui s'est proposé de fibrer l'immeuble, le cas échéant.

#### Le choix des opérateurs d'immeuble
(décembre 2014).
Concrètement, plusieurs opérateurs d'immeubles déploient du FTTH en France au début des années 2010 : 
- Orange / France Télécom a choisi la technologie GPON. Elle propose des points de mutualisation en bas d'immeuble.
- SFR / Neuf Cegetel (Club Internet) déploie la fibre optique soit en technologie GPON, soit en P2P.
- Iliad / Free (Alice Telecom Italia) (en fait, Free Infrastructure SAS) a choisi le P2P, mais réclame la possibilité de mettre des équipements actifs au niveau des points de mutualisation pour bénéficier, comme les opérateurs ayant choisi le GPON, d'une plus faible occupation du génie civil en amont.

Trois d'entre eux Orange, SFR et Free concentrent la grande majorité des abonnements au très haut débit en fibre optique jusqu’aux abonnés. Mi-2015, Orange a une part de marché supérieure à 50 % des abonnements FTTH.
En 2012, les 1 220 000 autres abonnements au très haut débit à 30 Mb/s, qui représentaient plus de trois quarts des abonnements au très haut débit, étaient répartis entre Numericable, Bouygues Telecom, Darty Telecom et Auchan Telecom. Darty Telecom a été racheté par Bouygues Telecom durant l’été 2012.
D'autres opérateurs commercialisent des offres très haut débit, pour plus de détails voir le très haut débit.
Les trois opérateurs privés ont concentré leurs déploiements dans certaines zones.
Au 30 septembre 2012 :
- Orange est présent dans 81 des 148 communes des zones très denses et 31 communes des zones moins denses (communes avec au moins un point de mutualisation mis à disposition des opérateurs tiers).
- SFR est présent dans 54 communes des zones très denses et quelques communes des zones moins denses.
- Free est présent dans 31 communes des zones très denses et une dizaine de communes des zones moins denses.

Enfin 48 communes des zones très denses et 294 communes des zones moins denses sont concernées par des déploiements de réseaux FTTH d’initiative publique (notamment Sequalum dans les Hauts-de-Seine, Axione à Pau, le SIEA dans l’Ain ou encore SFR collectivités dans la Manche) au 30 septembre 2012.

### Déploiement commercial par les opérateurs en France
En avril 2009, l'Arcep recensait en France métropolitaine cinq opérateurs de fibre optique résidentielle, dont un opérateur local (niveau départemental seulement), et un opérateur couvrant tous les départements français (DOM inclus), les trois autres opérateurs se limitant à la métropole.
En juin 2012, l'Arcep comptait en France métropolitaine vingt-quatre opérateurs de fibre optique résidentielle, dont quinze opérateurs locaux (dont dix mono-départementaux seulement (un à l'outre-mer) et cinq multi-départementaux), et un opérateur couvrant tous les départements français (DOM inclus), les huit autres opérateurs se limitant à la métropole.
Selon l'Arcep, à la fin du premier trimestre 2012, la France comptait 1 580 000 logements éligibles au FTTH dont 704 000 logements où les services peuvent être proposés par plusieurs opérateurs. Par ailleurs, 24 000 personnes sont abonnées via la mutualisation.
À la fin du deuxième trimestre 2013, la France comptait 1 800 000 logements abonnés au très haut débit dont 415 000 abonnés au FTTH.
Depuis décembre 2014, Orange a réduit l’installation des lignes de cuivre dans les logements neufs éligibles au FTTH.
Fin mars 2015, parmi les 3,6 millions d'abonnements internet à très haut débit en France, le nombre d'abonnés à la fibre optique FTTH dépasse le million. Fin juin 2017, il atteint 2,645 millions abonnés.
| rang | société                     | clients          | parts de marché en décembre 2015 |
| ---- | --------------------------- | ---------------- | -------------------------------- |
| 1    | Orange                      | 960 000 clients, | 67,4 %                           |
| 2    | SFR + autres par déduction, | 223 000 clients, | 15,6 %.                          |
| 3    | Free                        | 185 000 clients, | 13,0 %.                          |
| 4    | Bouygues                    | 57 000 clients,  | 4,0 %.                           |

La France compte quatre opérateurs principaux dans le domaine de l'accès au très haut débit par câble ou fibre optique.
| Le graphique qui aurait dû être présenté ici ne peut pas être affiché car il utilise l'ancienne extension Graph, désactivée pour des questions de sécurité. Des indications pour créer un nouveau graphique avec la nouvelle extension Chart sont disponibles ici . | Le graphique qui aurait dû être présenté ici ne peut pas être affiché car il utilise l'ancienne extension Graph, désactivée pour des questions de sécurité. Des indications pour créer un nouveau graphique avec la nouvelle extension Chart sont disponibles ici . |
| Source ARIASE, pour la France entre 2014 et 2016. | |

#### Orange
Orange a débuté en 2006 des essais de déploiement du très haut débit dans 5 arrondissements de Paris ainsi que 5 villes des Hauts-de-Seine puis 5 villes en région. Son offre fournissait alors un débit descendant de 100 Mbit/s et montant de 10 Mbit/s (100 Mbit/s en option). Fin 2009, Orange était présent à Paris, dans les Hauts-de-Seine et dans 10 villes de province. En février 2010, France Télécom a indiqué vouloir investir 2 milliards d'euros dans le FTTH jusqu'en 2015 pour être présent dans chaque région en 2012 et chaque département en 2015. L'opérateur propose le partage de son infrastructure de génie civil (du central jusqu'à l'immeuble) et le partage de la fibre montante (du bas d'immeuble jusqu'à l'appartement) aux opérateurs concurrents.
Dans ses résultats annuels de l'année 2011, France Telecom a indiqué avoir fibré 866 000 logements pour lesquels il fournissait l'accessibilité au FTTH, dont 95 000 clients, au dernier trimestre 2011. La société disposait alors de 149 000 clients FTTH au niveau du groupe.
À partir de février 2013 Orange proposait un débit descendant de 200 Mbit/s et montant de 50 Mbit/s pour les abonnés Livebox Play.
En mars 2013, Orange annonce avoir dépassé les 200 000 clients à son offre Livebox Fibre.
En décembre 2013, Orange annonce 350 000 clients actifs en fibre optique pour 2,2 millions de prises clients connectables avec cette technologie.
Depuis avril 2014, une offre de l'opérateur propose un débit descendant de 500 Mbit/s et un débit montant de 200 Mbit/s.
Au 31 décembre 2014, Orange annonce 563 000 accès clients actifs en fibre optique.
Dans un communiqué du 28 janvier 2016, le groupe annonce avoir dépassé le million de clients en fibre jusqu'à l'abonné (FTTH),. Pour le PDG d'Orange, Stéphane Richard, « C’est une très grande satisfaction pour Orange et une vraie marque de confiance de la part de nos clients ; c’est aussi une fierté pour toutes les équipes engagées dans cette aventure ! En déployant ce réseau de référence et en commercialisant des services répondant aux attentes de nos clients pour des expériences connectées toujours plus puissantes et rapides, nous prouvons qu’Orange est à la pointe de l’innovation sur la fibre comme sur la 4G ».Dans le même temps, Orange indique début 2016 que « plus de cinq millions de logements (sont) raccordables dans près de 800 communes de France métropolitaine et dans les DOMs, soit une hausse de 40 % sur l’année 2015 ».
Au 30 juin 2018, Orange dispose de 2,249 millions de clients FTTH.[réf. souhaitée]
À la fin 2018, Orange compte 2,6 millions abonnés FTTH.
Mi 2021, Orange aurait 5,2 millions d'abonnés FTTH.

#### SFR
SFR est, avec Orange, l'un des principaux opérateurs ayant la capacité d'apporter le FTTH. En 2012, SFR a signé 500 000 logements avec des bailleurs ou dans des copropriétés. SFR dispose de plusieurs dizaines de milliers d’abonnés en fibre optique. SFR compte plus de 100 000 logements commandés pour mutualisation de raccordement par les opérateurs concurrents.
En juin 2011, la société SFR comptait 50 000 abonnés pour 550 000 logements raccordables.
En septembre 2012, SFR proposait des offres avec un débit montant (upload) parmi les plus lents du marché avec seulement 10 Mbit/s en liaison montante.
En 2013, SFR indique garantir le déploiement dans les six mois après la signature du contrat.
Depuis le 6 juin 2013, SFR propose la fibre jusqu'à 300 Mbit/s en réception (liaison descendante) et 100 Mbit/s en débit montant.
À compter du 1er octobre 2013, l'offre fibre SFR évolue à nouveau en augmentant ses débits en réception à 1 Gbit/s (liaison descendante) et en émission à 200 Mbit/s (liaison montante).
En novembre 2013, SFR indique également disposer de plus d'un million de logements éligibles avec des bailleurs ou dans des copropriétés ; plusieurs dizaines de milliers d’abonnés en fibre optique ; plus de 400 000 logements commandés pour raccordement par les opérateurs concurrents à SFR (mutualisation).
En avril 2014, SFR dispose de 200 000 foyers abonnés à son offre fibre optique.
Toutefois, à la suite du rachat de SFR par Numericable, la stratégie FTTH de SFR a été revue.
Au troisième trimestre 2018, SFR revendique 2 281 000 clients FTTH et FTTB[réf. nécessaire].
Mi 2021, SFR aurait 3,6 millions d'abonnés FTTH.

#### Bouygues Telecom
Bouygues Telecom est également un opérateur très haut débit.
Alors que sa stratégie initiale était axée sur le très haut débit au travers du réseau câblé (HFC) de Numericable, Bouygues a développé à partir de 2011 une stratégie FTTH.
En juillet 2015, il dessert environ 1 400 000 foyers pour 23 000 abonnés. Au même moment, les foyers sont connectés à 3,9 millions de prises Orange et à 9 millions de prises SFR (en comptant à la fois le câble et le FTTH).
En novembre 2016, BT compte 93 000 clients FTTH.
Fin juin 2017, l'opérateur revendique 171 000 clients FTTH.
Fin septembre 2017, l'opérateur revendique 209 000 clients FTTH.
À la fin de l'année 2017, 265 000 abonnés étaient chez Bouygues en FTTH.
Au 30 juin 2018, Bouygues dispose de 391 000 clients FTTH.[réf. souhaitée]
À la fin 2018, Bouygues comptait 569 000 abonnés FTTH.
À la fin 2020, Bouygues comptait 1 600 000 abonnés FTTH.
Mi-2021, Bouygues aurait 1,9 million d'abonnés FTTH.

#### Free
Avec 40 000 abonnés environ fin 2012, Free détenait environ 10 % de parts de marché, loin derrière Orange et SFR.
Free a une offre très haut débit à 1 Gbit/s en réception et 200 Mbit/s en émission. La société a également annoncé que son réseau serait ouvert aux opérateurs concurrents ; ils pourront s'appuyer pour déployer leurs propres offres. Le déploiement a concerné dans un premier temps l'ensemble de la ville de Paris puis la petite couronne et le reste de la France dans les secteurs où la société compte au moins 15 % de clients. Pour les zones dont la desserte nécessite des travaux de génie civil, Free a annoncé rechercher des accords de cofinancement avec les collectivités concernées.
Free a été le premier opérateur à déclarer vouloir déployer le très haut débit en France, dès avant 2007. Il a même eu recours à de la publicité illégale pour cela. Cependant en 2011, l'Association des Responsables de Copropriété dresse un bilan très négatif, indiquant que 85 % des plaintes liées à la fibre optique concernent la non exécution des travaux dans le délai légal de 6 mois par Free Infrastructure, et que de plus ce dernier ne raccorde pas toujours l'immeuble à son réseau de fibre optique par la suite, laissant donc les copropriétaires sans accès effectif à la fibre.
À la suite d'une plainte de France Telecom, en juillet 2011, l'Arcep a prescrit la modification de certaines clauses du contrat de mutualisation de Free Infrastructure afin de simplifier le raccordement des clients au fibrage vertical par les opérateurs tiers.
Au 31 décembre 2014, Free annonce le 100 000e accès client actif en fibre optique.
Au 31 décembre 2015, Free annonce plus de 200 000 abonnés raccordés en fibre optique.
Au 30 juin 2017, Free revendique 419 000 abonnés FTTH.
Au 15 octobre 2017, Free revendique 503 500 abonnés FTTH.
Au 30 juin 2018, Free dispose de 734 000 abonnés FTTH.[réf. souhaitée]
Au 30 septembre 2018, Free revendique 835 000 abonnés FTTH[réf. souhaitée].
Début 2019, Free atteint le million d'abonnés FTTH.
Mi 2021, Free aurait 3,3 millions d'abonnés FTTH.
Fin 2022, Free revendique 4,65 millions d'abonnés FTTH.

#### Autres opérateurs
Neuf, disparu en 2009, avait lancé en avril 2007, grâce aux rachats successifs de Mediafibre (à Pau) et Erenis (à Paris), une offre très haut débit à 50 Mbit/s dans les deux sens. En zone Paris, l’offre était proposée à 29,90 € mensuel, contre 34,90 € en zone Pau. Neuf Cegetel a depuis été racheté et intégré à SFR.
Toutes ces offres peuvent inclure l'accès à internet très haut débit, la téléphonie et la télévision (triple play).

### Le déploiement des opérateurs d'infrastructures
(décembre 2014).
Plusieurs Délégations de Service Public (DSP) ou Réseaux d’Initiative Publique (RIP)   sont en cours de déploiement en France pour faciliter l'accès aux opérateurs commerciaux.
Début 2009, on compte ainsi une cinquantaine de projets notamment :
- dans les Hauts-de-Seine
- à Pau (Pau Broadband Country)
- dans la Manche (Manche Numérique)
- en Guadeloupe (Sainte-Anne 2.0[59] ).

Toutes les Collectivités ayant des projets de déploiement fibre sont regroupées au sein de l'Avicca.
À fin 2016, 32 Réseaux d’Initiative Publique (RIP) dits de seconde génération (= FttH) étaient en cours. Ils représentent 45 départements français.
Pour que le client final puisse bénéficier d'un service à Très Haut Débit, il faut que les opérateurs commerciaux viennent louer ces infrastructures. Les tarifs sont actuellement très variés : 
- à Pau, la location d'une ligne FTTH entre le particulier et le Nœud de Raccordement d'Axione pour faire du triple play revient à 26 euros par mois (prix catalogue),
- dans les Hauts-de-Seine, elle serait facturée 14,50 euros par mois selon le cahier des charges de la DSP du Conseil Général.

### La responsabilité des Collectivités territoriales
Depuis plusieurs années, les collectivités territoriales s'intéressent aux infrastructures de télécommunications, car elles constatent que la bonne couverture de leur territoire est un facteur d'attractivité important, tant pour l'implantation des entreprises que pour la qualité de vie des habitants : on parle d'aménagement numérique des territoires.
De nombreux départements et collectivités (Oise, Manche, Moselle, Grand Nancy, région Alsace, région Bretagne…) ont investi dans des réseaux de collecte en fibre optique qui permettent le dégroupage effectif des centraux téléphoniques de France Télécom (NRA) et l'ouverture de services ADSL concurrentiels. En région parisienne, le Syndicat intercommunal de la périphérie de Paris pour l'électricité et les réseaux de communication  a déployé le réseau Irisé (délégué à une filiale de Neuf Cegetel) qui a joué un rôle décisif dans le dégroupage des trois départements de la Petite Ceinture et le « boom » qui a ensuite connu l'ADSL. De son côté, le Conseil général des Yvelines a connu le même succès avec un projet de réseau, qui vise aussi à connecter les zones d'activités des zones économiques les plus dynamiques du département.
L'émergence du FTTH crée l'opportunité de nouvelles initiatives, à l'image de ce que Pau a entrepris à partir de 2002.
À Paris, le déploiement du réseau de chacun des opérateurs devrait se faire par un passage quasi systématique dans les égouts de Paris. Ce déploiement a été grandement facilité par le plan « Paris Ville numérique », lancé à l'initiative de la municipalité, et qui prévoit notamment une réduction de 90 % de la redevance d'utilisation des égouts de la ville.
Sur la Plaine de France, les Conseils généraux de Seine-St-Denis et du Val d'Oise chargent leur Établissement Public commun de conduire un projet FTTH, Debitex. Le département de Seine-et-Marne oriente également en ce sens une « délégation de service public ». Dans les Hauts-de-Seine, le Conseil général a annoncé dès octobre 2005 un projet de desserte en fibre de l'ensemble du département, soit plus de 800 000 logements, ce qui en ferait le plus grand projet FTTH public d'Europe. Le projet traîne et est attaqué par plusieurs opérateurs privés. En mai 2010, il n'y a qu'un seul immeuble qui soit raccordé.
Le souci des collectivités est de dynamiser le passage au FTTH en déployant une infrastructure mutualisée capable de faire jouer la concurrence entre opérateurs. Dans le cas du projet des Hauts-de-Seine, déployé par Numericable, le programme annoncé est celui d'une infrastructure de desserte neutre, passive, bi-compatible PON / point-à-point, pénétrant dans les immeubles jusqu'au seuil des appartements, et commercialisée selon un barème tarifaire public identique pour tous les opérateurs.
Face à ces initiatives, les opérateurs sont perplexes. Free indique souhaiter trouver des accords avec les Collectivités, mais uniquement dans les zones qu'il ne peut atteindre lui-même. France Télécom qui multiplie les annonces ponctuelles n'est, au fond, pas si pressée que le FTTH concurrence la desserte en cuivre dont elle détient le lucratif monopole. Numericable préfère déployer en FTTLA, de qualité intermédiaire entre ADSL et FTTH, en utilisant toujours le câble coaxial du réseau câble sur la partie terminale.
D'un côté, les opérateurs savent qu'ils devront s'appuyer sur les investissements des Collectivités Locales, comme le montrent les faibles investissements qu'ils ont annoncés au regard de ce qui doit être réalisé. D'un autre côté, constatant que les Collectivités Locales investissent dans des zones denses, où l'infrastructure existe souvent déjà, certains peuvent être tentés de porter plainte (comme l'a fait l'opérateur Colt en décembre 2007 contre le Conseil général des Hauts-de-Seine) pour concurrence déloyale.

### Rythme de déploiement en France
En 2013, l'État français lance le Plan France Très Haut Débit (France THD), qui vise à couvrir l'intégralité du territoire en très haut débit à 2022. Celui-ci représente un investissement public et privé d'un total de 20 milliards d'euros. Les deux mots d'ordre du gouvernement sont :
- Cohésion : l'État veut garantir à tous l'accès au bon haut débit (> 8 Mbits/s) ou au très haut débit et généraliser la couverture mobile de qualité (4G) d'ici 2020,
- Ambition : l'État veut doter tous les territoires de la République d'infrastructures numériques de pointe, en offrant des accès THD (> 30 Mbits/s) d'ici 2022.

Au 31 mars 2019, 14,5 millions de locaux étaient raccordables au FttH sur environ 37 millions de locaux. L'accélération des déploiements FttH sur les zones d'initiative publique (RIP) s'accentue alors trimestre après trimestre. Selon les données de l'ARCEP, entre le 1er semestre 2018 et le 1er semestre 2019, une augmentation de plus de 90 % du nombre de lignes rendues éligibles sur les réseaux d'initiatives publiques, soit un passage de 280 000 à 540 000 lignes, est constatée.

## Suisse
Depuis 2006, Télévision Sierre SA déploie un réseau FTTH dans la plupart des communes du district de Sierre[réf. souhaitée]. Des services Triple Play sont offerts au grand public sous la marque Vario.
Swisscom déploie activement depuis 2009 la fibre optique dans les grandes villes de Suisse. Zurich est raccordée en fibre optique et une offre Triple Play (téléphonie, Internet, télévision) a été lancée le 3 avril 2009. Certaines localités des cantons de Genève et de Bâle sont elles aussi raccordées depuis 2009 Les villes de Lausanne et Berne sont en cours. De plus, Swisscom collabore avec les entreprises de Services Industriels régionaux afin de ne pas poser plusieurs réseaux de fibre optique qui s'entre croiseraient. Pour Genève, les  Services Industriels de Genève (SIG) ont d'ailleurs établi un partenariat avec des entreprises fournissant les services FTTH pour les particuliers et pour les entreprises (K-SYS, DFi Service SA, MyGate, Vtx...).
CATV Group est la première entreprise à avoir installé du FTTH en Suisse[réf. nécessaire]. Celle-ci est basée à Bâle. Elle délivre du signal sur Bâle, Zurich et Berne.

## Images en rapport avec FTTH

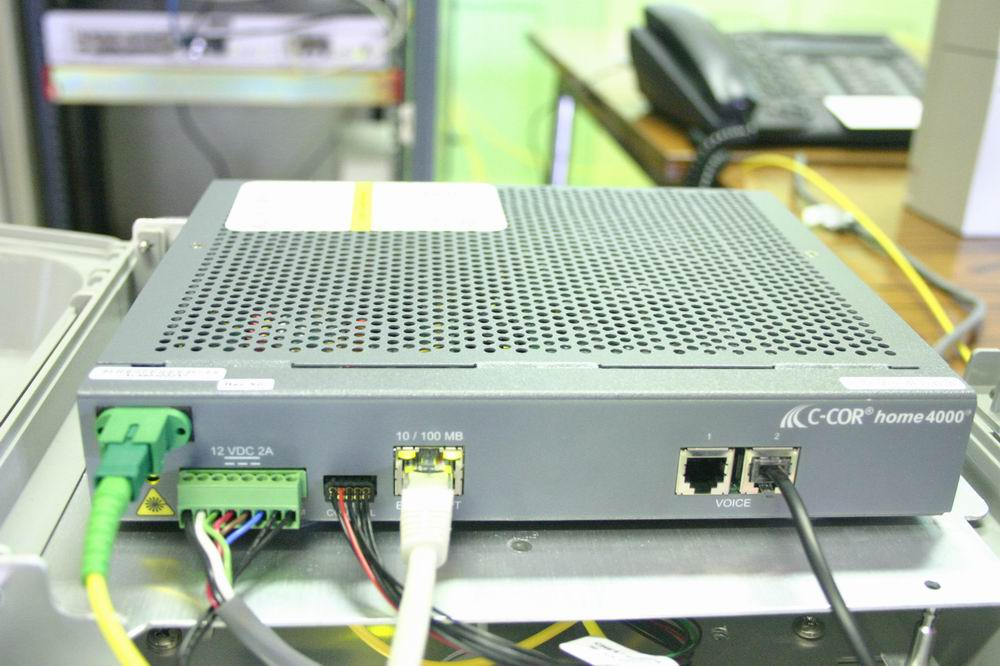
Boîte Abonné (ONU) Optical Network Unit qui équipe le village d'Hermillon
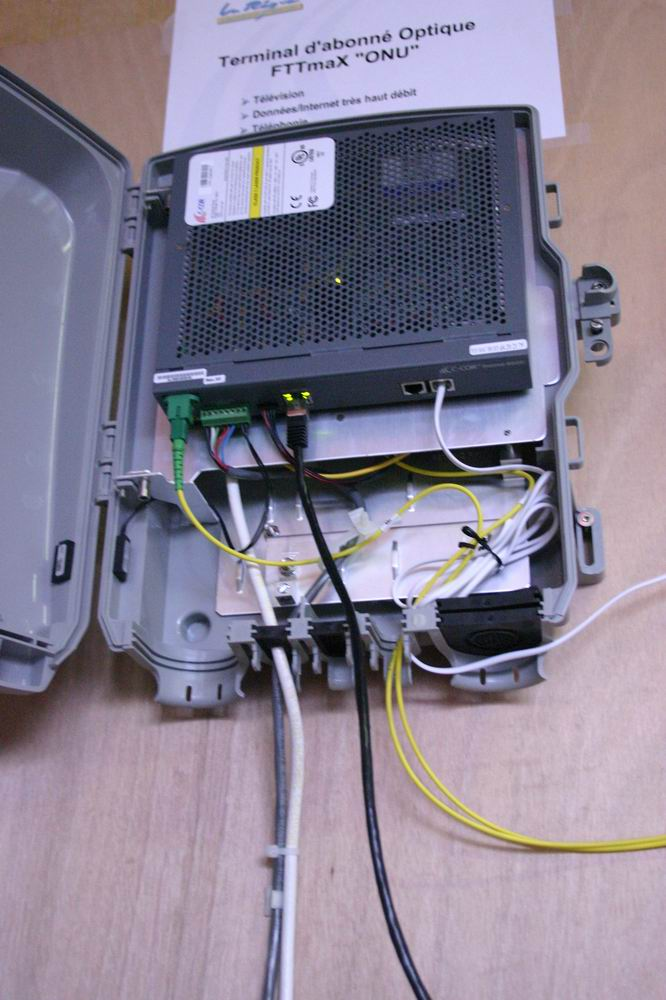
Boîte Abonné (ONU) Optical Network Unit qui équipe le village d'Hermillon